# Stadelhof (Fürth)
Stadelhof (fränkisch: Schdodl-huhf) ist ein Wohnplatz der kreisfreien Stadt Fürth (Mittelfranken, Bayern).

## Geographie
Die Einöde befand sich am rechten Ufer des Farrnbachs. Heute ist sie als Ortsstraße „Am Stadelhof“ des Gemeindeteils Unterfarrnbach aufgegangen. Diese mündet in die Kreisstraße FÜs 1 (Vacher Straße).

## Geschichte
Der Hof wurde 1811 auf dem Gemeindegebiet von Unterfarrnbach erbaut und war ursprünglich im Besitz des Brillenfabrikanten Schröder. Zunächst hieß das Anwesen Schrödershof, später (1846) wurde es nach dem in der Nähe gelegenen Stadeln Stadelhof genannt.

### Einwohnerentwicklung
| Jahr      | 001824 | 001836 | 001840 | 001861 | 001871 | 001885 | 001900 | 001925 | 001950 |
| Einwohner | 5      | 9      | 11     | 11     | 16     | 18     | 8      | *      | *      |
| Häuser    | 1      | 1      | 1      |        |        | 2      | 1      | *      | *      |
| Quelle    | [ 3 ]  | [ 7 ]  | [ 5 ]  | [ 8 ]  | [ 9 ]  | [ 10 ] | [ 11 ] | [ 12 ] | [ 13 ] |